# Monika Brzostek
Monika Brzostek (* 28. Juli 1989 in Rybnik) ist eine polnische Beachvolleyballspielerin. Bei Nachwuchswettbewerben wurde sie Weltmeisterin und Vizeeuropameisterin. 2015 erreichte sie den dritten Platz bei der Europameisterschaft und 2016 nahm sie an den Olympischen Spielen teil. Außerdem gewann sie viermal in Folge die polnische Meisterschaft.

## Karriere
Brzostek spielte ihre ersten Open-Turniere auf der FIVB World Tour in Warschau 2006 mit Weronika Kurek und 2007 mit Natalia Krawulska. Brzostek/Kurek wurden bei der U19-Weltmeisterschaft 2007 in Mysłowice Vierte. Im gleichen Jahr belegte sie bei der U21-WM in Modena mit Karolina Sowała den neunten Rang. Nach drei Open-Turniere bei der World Tour 2008, bei denen Brzostek/Sowała zweimal den 25. Platz erreichten, kamen sie bei der U21-WM in Brighton den dritten Rang. Vier weitere Open-Turniere beendeten sie jeweils auf dem 17. Platz. 2009 spielten sie zunächst drei Masters und wurden unter anderem Neunte in Baden. Bei den folgenden drei Grand Slam steigerten sie sich von Turnier zu Turnier bis zum 17. Platz in Marseille. In Jantarny erreichten sie den 13. Platz der U23-Europameisterschaft. Nachdem sie mit Sowała Neunte des Masters in Blackpool geworden war, gewann sie an gleicher Stelle eine Woche später mit Kinga Kołosińska die U21-Weltmeisterschaft. Auf der World Tour 2010 erzielten Brzostek/Sowała keine vorderen Platzierung. Bei der EM in Berlin schieden sie ohne Satzgewinn nach der Vorrunde aus. Danach erreichten sie den fünften Platz bei der U23-EM in Kos. Am Jahresende spielten sie ihre letzten gemeinsamen Open-Turniere in Sanya und Phuket.
Seit 2011 bildete Brzostek ein festes Duo mit Kinga Kołosińska. Auf der World Tour 2011 kamen Kołosińska/Brzostek zunächst nicht über einen 25. Platz hinaus, bevor sie beim Niechorze Masters den fünften Rang belegten. Bei der U23-Europameisterschaft in Porto mussten sie sich erst im Endspiel geschlagen geben. Bei der EM in Kristiansand erreichten sie als Gruppendritte die erste Hauptrunde, in der sie den Deutschen Köhler/Sude im Tiebreak unterlagen. In der Saison 2012 wurden sie Neunte des Baden Masters. Als schlechtestes von drei punktgleichen Teams schieden sie bei der EM 2012 in Scheveningen nach der Vorrunde aus. Bei der U23-EM in Assen belegten sie den vierten Platz. Danach erreichten sie das Finale des Masters in Warna. Außerdem gewannen sie zum ersten Mal die nationale Meisterschaft.
In die World Tour 2013 starteten Kołosińska/Brzostek mit zwei 17. Plätzen in Fuzhou und Shanghai. Später wurden sie Siebte des Baden-Masters und Fünfte des Satellite-Turniers in Montpellier. Bei der WM in Stare Jabłonki gewannen sie alle Vorrundenspiele und die erste KO-Runde gegen die Niederländerinnen Bloem/Kadijk, bevor sie im Achtelfinale den Italienerinnen Cicolari/Menegatti unterlagen. Anschließend erreichten sie bei der Universiade in Kasan das Finale gegen die Russinnen Ukolowa/Birlowa und gewannen die Silbermedaille. Den neunten Platz belegten sie bei den Anapa Open. Bei der EM in Klagenfurt trafen sie als Gruppendritte im Achtelfinale erneut auf Ukolowa/Birlowa und mussten sich im Tiebreak geschlagen geben. National verteidigten sie ihren Titel als polnische Meisterinnen erfolgreich. Top-Ten-Ergebnisse erzielten sie in der Saison 2014 als Fünfte der Prag Open, Siebte des Baden Masters, Fünfte des Grand Slams in Moskau, Neunte in Den Haag und Stare Jabłonki sowie Vierte der CEV-Masters in Biel/Bienne und in Baku. Bei der EM in Quartu Sant’Elena verloren sie nach dem dritten Platz in der Vorrunde das erste KO-Spiel gegen Menegatti/Orsi Toth. National gewannen sie ihren dritten Titel in Folge.
Bei den Major-Turnieren in Poreč und Stavanger erreichten Kołosińska/Brzostek auf der World Tour 2015 jeweils den neunten Rang. Bei der WM in den Niederlanden blieben sie in der Vorrunde ohne Satzverlust, verloren dann aber das erste KO-Spiel gegen das US-Duo Fendrick/Sweat im Tiebreak. Das Gstaad Major beendeten sie auf dem neunten Rang. Bei der EM in Klagenfurt gewannen sie alle Gruppenspiele sowie ihre Partien im Achtel- und Viertelfinale. Nach der Halbfinalniederlage gegen Ukolowa/Birlowa setzten sie sich im Spiel um den dritten Platz gegen die Slowakinnen Dubovcová/Nestarcová durch. Sie wurden Neunte in Long Beach und gewannen als Dritte des Grand Slam in Olsztyn ihre erste Medaille bei einem Turnier der World Tour. Die polnische Meisterschaft entschieden sie zum vierten Mal für sich. Anfang 2016 erreichten sie nach einem neunten Platz in Maceió das Endspiel des Grand Slam in Rio de Janeiro, das sie gegen Walsh/Ross verloren. In Sotschi wurden sie Neunte und in Moskau Fünfte. Bei der EM in Biel/Bienne litt Kołosińska an Rückenschmerzen, weshalb sie mit Brzostek zu keinem Spiel antreten konnte. Nach zwei 17. Plätzen in Olsztyn und Gstaad wurden Kołosińska/Brzostek beim Klagenfurt Major Neunte. Über die Olympiarangliste qualifizierten sie sich für die Olympischen Spiele in Rio. Dort gelangten sie als Gruppenzweite ins Achtelfinale, in dem sie den Australierinnen Bawden/Clancy nach drei Sätzen unterlagen. Somit beendeten sie das olympische Turnier auf dem neunten Rang. Dieses Ergebnis erzielten sie anschließend auch beim Grand Slam in Long Beach.
Nach dem fünften nationalen Titel in Folge legte die in Schlesien geborene Sportlerin eine einjährige Pause ein und startete 2018 mit Aneta Kaczmarek nur bei nationalen Veranstaltungen. Ein Sieg in Zamość sowie eine weitere Finalteilnahme und zwei dritte Plätze waren die besten Resultate. 2019 kamen mit Aleksandra Wachowicz wieder internationale Wettkämpfe hinzu. Den Polinnen gelang in Nantong der Einzug in die Runde der besten acht Beachpaare. Nach dem Wechsel zu ihrer neuen Partnerin Aleksandra Gromadowska im Juni der gleichen Spielzeit wurde Brzostek zum siebten Mal Landesmeisterin, stand im Viertelfinale des Drei–Sterne–Events in Edmonton und eine Saison später im Achtelfinale der Europameisterschaft sowie ein weiteres Mal im Endspiel der nationalen Titelkämpfe. 2021 und 2023 nahm Monika Brzostek noch an insgesamt drei Turnieren in Polen teil und beendete anschließend ihre Karriere.